# Waddell & Reed
Waddell & Reed Financial, Inc. är ett amerikanskt finansföretag grundat 1937. Det fick internationell uppmärksamhet i samband med börskraschen (The "Flash Crash") den 6 maj 2010. 